# Helge-Ulrike Hyams
Helge-Ulrike Hyams (geboren 24. April 1942 in Neuruppin) ist eine deutsche Pädagogin.

## Leben
Helge-Ulrike Peter promovierte 1971 in Erziehungswissenschaften an der Universität Marburg bei Wolfgang Klafki. Danach erhielt sie einen Ruf als Professorin für Erziehungswissenschaften an der Universität Bremen.
In Marburg baute sie ab 1979 zusammen mit ihrem zweiten Ehemann Charles Barry Hyams († 1994) das „Marburger Kindheitsmuseum“ auf, das in privater Initiative betrieben und 2009 geschlossen wurde. Für dieses Engagement erhielt sie im Jahr 2006 den Otto-Ubbelohde-Preis des Landkreises Marburg-Biedenkopf. Der Großteil ihrer Sammlung jüdischer Kinderbücher ging als „Hyams Collection“ in die öffentliche Bibliothek des Leo Baeck College in London.
Hyams hat vier Kinder. Sie war in erster Ehe mit dem Soziologen Lothar Peter verheiratet.

## Schriften
- Denk ich an Moria. Ein Winter auf Lesbos. Berlin: Berenberg, 2021 ISBN 978-3-946334-94-1[2]
- Das Alphabet der Kindheit. Von A wie Atmen bis Z wie Zaubern. Berlin : Berenberg, 2017 ISBN 9783946334217.
- Das Prüfungsbuch für Sozial- und Geisteswissenschaftler, Wiesbaden: VS, Verl. für Sozialwiss., 2004 ISBN 3-8100-4069-X.
- Kinder wollen keine Scheidung, Stuttgart: Klett-Cotta, 2002 ISBN 3-608-94044-8.
- German Jewish children's books, 1667–1938, Montréal: Goethe-Institut, 2000
- Helge-Ulrike Hyams, Klaus Klattenhoff, Klaus Ritter, Friedrich Wißmann (Hrsg.): Jüdisches Kinderleben im Spiegel jüdischer Kinderbücher, Oldenburg: Bis-Verlag, 1998  ISBN 3-8142-0644-4.
- Jüdische Kindheit in Deutschland. Eine Kulturgeschichte, München: Fink, 1995 ISBN 3-7705-3049-7.
- Zur Genese der Pubertätsmagersucht, Univ., Dipl., 1986 Marburg
- mit Charles Barry Hyams: Kindheitsmuseum, Marburg: Marburger Kindheitsmuseum 1983, ISBN 3-921714-08-7.

Helge-Ulrike Peter
- Charles Barry Hyams, Helge-Ulrike Peter: Arbeitermigration – Beiträge zu Problemen der Arbeitskräftewanderung nach Westeuropa, Forschungsstelle für Arbeitermigration Marburg, 1975.
- Der Berufsschullehrer, Marburg: Voltaire-Verlag, 1975
- Arbeitspapiere zur ökonomischen und psychosozialen Situation gesellschaftlicher Minderheiten, Marburg: Forschungsstelle für Arbeitermigration, 1973
- Die Schule als soziale Organisation, Weinheim, Basel: Beltz, 1973